# Олга Чеботар
Олга Чеботар (на румънски: Olga Cebotari) е молдовска политичка и дипломатка, бивша заместник министър-председателка по реинтеграцията на Молдова (2020 – 2021). Владее румънски, руски, испански и английски език. През 2020 г. придобива гражданство на Руската федерация. Омъжена е за румънския бизнесмен Октавиан Попа.

## Биография
Родена е на 4 януари 1992 г. в град Кишинев, Молдова От 2010 до 2014 г. учи международни отношения във Факултета по хуманитарни и социални науки на Руския университет на дружбата на народите.
През 2016 г. получава магистърска степен по световна политика от Дипломатическата академия на Министерството на външните работи на Русия и учи във Факултета по международни отношения и международно право. Тема на магистърската ѝ теза е „Особености на участието на Република Молдова в програмата „Източно партньорство“.
През 2020 г. завършва докторантура в Дипломатическата академия към Министерството на външните работи на Русия със степен по политически въпроси на международните отношения, глобалното и регионалното развитие.
От 2017 до 2019 г. работи като директор на Центъра за подкрепа на молдовската младеж в Москва. Става член на Съвета на гражданското общество към президента на Молдова.
От 10 февруари до 9 ноември 2020 г. е заместник-директор – началник отдел на отдела за икономическо сътрудничество на Изпълнителния комитет на ОНД.
От 9 ноември до 31 декември 2020 г. тя е заместник министър-председател по реинтеграцията на Молдова, действащ до 6 август 2021 г. След оставката на министър-председателя Йон Кику той предлага Чеботар да стане министър-председател на Молдова, но президентът на Република Молдова – Мая Санду, избира Аурелиу Чокой за изпълняващ длъжността министър-председател.
На 31 януари 2021 г. Олга Чеботар е избрана в Републиканския съвет на Партията на социалистите на Република Молдова, член на новия ръководен орган на партията.